# Podbłoć
Podbłoć (biał. Подбалаць; ros. Подболоть) – wieś na Białorusi, w obwodzie mińskim, w rejonie wołożyńskim, w sielsowiecie Wołożyn.
W dwudziestoleciu międzywojennym leżała w Polsce, w województwie nowogródzkim, w powiecie wołożyńskim.